# جبلة حبشي (قرية)
جَبْلة حَبَشي، هي قرية بحرينية قديمة ما زالت مأهولة بالسُكَّان تقع غرب العاصمة المنامة من ضمن المحافظة الشمالية، كما تضم آثارًا وتلالًا أثريَّة تاريخيَّة.

## أصل التسمية
يُقال سبب تسميتها جبلة حبشي أنها كانت ملاذًا أو موطنًا لجماعة من الأحباش في بعض العصور التاريخية الماضية.

## المعالم
يوجد في القرية حديقة جبلة حبشي، والتي تم افتتاحها في 2013 بكلفة 145 ألف دينار بحريني، كما يوجد بها 7 مساجد للطائفة الشيعية.

## التركيبة السكانية
يصل عدد سُكَّان القرية إلى حوالي 1,500 نسمة، وهم بحرينيون يغلب عليهم التشيُّع.